# Gouvernement Theunis II
Royaume de Belgique
de Broqueville III Van Zeeland I
Le gouvernement Theunis II a été le gouvernement de la Belgique en fonction du 29 novembre 1934 au 19 mars 1935. Ce gouvernement se composait d'une coalition catholique-libérale. 
Charles de Broqueville, dont le gouvernement avait mis en place des politiques socio-économiques largement impopulaires, se retrouvait confronté à une instabilité gouvernementale extrême, notamment due à des désaccords internes sur la ligne économique à suivre. Celui-ci finit par donner démission. Georges Theunis est alors chargé de former un gouvernement « de la dernière chance » afin de trouver une solution aux problèmes provoqués par la Grande Dépression.  
Le gouvernement recourt une nouvelle fois aux pouvoirs spéciaux (ceux-ci avaient été utilisés à trois reprises par le gouvernement précédent) afin d'imposer une politique de déflation. Des rumeurs de dévaluation du franc belge provoque spéculation et fuites des capitaux. La libre-circulation des capitaux est alors interrompue et le gouvernement donne sa démission, moins de 3 mois après sa formation. 
Ce gouvernement, composée de nombreux banquiers (comme Émile Francqui, Camille Gutt et Georges Theunis lui-même), est passé à la postérité sous le nom de « gouvernement des banquiers ».

## Composition
| Ministère                                                              | Nom                        | Parti            |
| ---------------------------------------------------------------------- | -------------------------- | ---------------- |
| Premier ministre                                                       | Georges Theunis            | Parti Catholique |
| Ministre des Affaires étrangères et du Commerce extérieur              | Paul Hymans                | Parti Libéral    |
| Ministre de l'Intérieur                                                | Hubert Pierlot             | Parti Catholique |
| Ministre de l'Instruction publique                                     | Jules Hiernaux             | Technicien       |
| Ministre de la Justice                                                 | François Bovesse           | Parti Libéral    |
| Ministre des finances                                                  | Camille Gutt               | Technicien       |
| Ministre de l'Agriculture, des Classes moyennes et des Travaux publics | Frans Van Cauwelaert       | Parti Catholique |
| Ministre du travail et de la prévoyance sociale                        | Edmond Rubbens             | Parti Catholique |
| Ministre des Affaires économiques                                      | Philip Van Isacker         | Parti Catholique |
| Ministre des communications et des PTT                                 | Charles du Bus de Warnaffe | Parti Catholique |
| Ministre de la Défense nationale                                       | Albert Devèze              | Parti Libéral    |
| Ministre des Colonies                                                  | Paul Charles               | Technicien       |
| Ministre sans portefeuille                                             | Émile Francqui             | Technicien       |

## Remaniements
- le 14 janvier 1935, Frans Van Cauwelaert démissionne et est remplacé par Hubert Pierlot, ministre de l'agriculture ad interim, et Philip Van Isacker (Parti Catholique), ministre des travaux publics ad interim.
- le 13 mars 1935, August De Schryver (Parti Catholique) est nommé ministre de l'agriculture.
- le 14 mars 1935, Philip Van Isacker (Parti Catholique) est nommé ministre des travaux publics.